# Falling from Grace
Pour plus de détails, voir Fiche technique et Distribution.
Falling from Grace est un film américain réalisé par John Mellencamp, sorti en 1992.

## Fiche technique
- Titre : Falling from Grace
- Réalisation : John Mellencamp
- Scénario : Larry McMurtry
- Photographie : Victor Hammer
- Musique : John Mellencamp
- Pays de production : États-Unis
- Format : Couleurs - 1,85:1 - Dolby
- Date de sortie : 1992

## Distribution
- John Mellencamp : Bud Parks
- Mariel Hemingway : Alice Parks
- Claude Akins : Speck Parks
- Dub Taylor : Grandpa Parks
- Kay Lenz : P.J. Parks
- Larry Crane : Ramey Parks
- Kate Noonan : Linda
- Deirdre O'Connell : Sally Cutler
- John Prine : Mitch Cutler
- Brent Huff : Parker Parks